# Mimela pygmaea
Mimela pygmaea är en skalbaggsart som beskrevs av Ohaus 1908. Mimela pygmaea ingår i släktet Mimela och familjen Rutelidae. Inga underarter finns listade i Catalogue of Life.